# Miramar del Palo
Miramar Del Palo es un barrio perteneciente al distrito Este de la ciudad andaluza de Málaga, España. Según la delimitación oficial del ayuntamiento, limita al norte con el barrio de La Pelusa; al este, con el barrio de Playa Virginia; al sur, con el barrio de Playas del Palo; y al oeste con el barrio de El Palo.
Dentro del barrio de Miramar del Palo se encuentran la Comisaría del Palo y el Centro de Salud El Palo.

## Transporte
En autobús está conectado al resto de la ciudad mediante las siguientes líneas de la EMT: 
| Línea | Trayecto                    | Recorrido | Frecuencia |
| ----- | --------------------------- | --------- | ---------- |
| 11    | Alameda Principal - El Palo | Recorrido | 8 minutos  |
| 29    | Jarazmín - El Palo          | Recorrido | 60 minutos |
| N1    | Puerta Blanca - El Palo     | Recorrido | 25 minutos |